# Dweper
Dweper is de benaming voor een fan die overdreven ingenomen is met een idool, meestal in de vorm van het werkwoord dwepen.
Ook wordt het gebruikt voor iemand die in een valse god gelooft, of in het geval van het christendom een persoon die een andere god dan God of meerdere goden aanhangt.
Het woord is waarschijnlijk uit het Duits afkomstig.